# Tu trouveras
Singles de Natasha St-Pier
Je n'ai que mon âme
(2001) Nos rendez-vous
(2002)
Clip vidéo
[vidéo] « Tu trouveras », sur YouTube
Pistes de De l'amour le mieux
Nos rendez-vous
(2)
Tu trouveras est une chanson interprétée par la chanteuse néo-brunswickoise Natasha St-Pier, sortie en single et parue sur l'album De l'amour le mieux en 2002. 
Il s'agit du  troisième single de Natasha St-Pier sorti en France après Tu m'envoles et Je n'ai que mon âme (chanson représentant la France au Concours de l'Eurovision de 2001).
Cette chanson, écrite par Lionel Florence et composée par Pascal Obispo, a également été traduite en espagnol sous le titre Encontrarás.

## Information sur le titre
Les paroles ont été écrites par le parolier Lionel Florence et la musique composée par le chanteur français Pascal Obispo, qui a également participé à la production de la chanson. Il s'agit d'une relation amoureuse dans laquelle St-Pier reconnaît ses erreurs et ses faiblesses, sous une forme mélancolique, et juge son attitude envers son amoureux d'imparfaite. En dépit d'une attitude amoureuse imparfaite envers cet homme, elle lui déclare sa flamme et l'authenticité de ses sentiments à son égard.
Les mots « Tu trouveras », qui sont chantés dans le refrain, sont interprétés par Pascal Obispo, ce qui fait que la chanson est généralement considérée comme un duo, même si presque toutes les paroles sont chantées par Natasha St-Pier. Ils ont interprété la chanson dans de nombreux programmes télévisés français.
La chanson figure sur de nombreuses compilations françaises, comme Les Plus Belles Ballades, Les Plus Beaux Duos, Non Stop Hits 4, Les Plus Belles Voix, vol. 1, Hitbox 2002 Best of, vol. 4 et Hit de diamant.
Christophe Maé a repris la chanson incluse dans un medley nommé Mister Restos 2008 sur l'album des Enfoirés 2008, Les Secrets des Enfoirés.
En 2009, le titre de la première compilation de la chanteuse, Tu trouveras... 10 ans de succès, fait allusion à son plus grand succès. Le single est le premier morceau sur l'album.
Une reprise version salsa franco-espagnole avec Natasha St-Pier, Agustín Galiana et DJ Youcef sort en single en 2024.

## Performance dans les classements
En France, le single a commencé au quatrième rang le 30 mars 2002 et a atteint le troisième rang lors de sa troisième semaine. Il a été bloqué en tête du classement par Whenever, Wherever de Shakira et L'Agitateur de Jean-Pascal Lacoste. Il est resté pendant 18 semaines consécutives dans le top 10 et 25 semaines dans le top 50. Il a ensuite chuté rapidement et est sorti du palmarès après 27 semaines. Il a été récompensé du disque de platine par le SNEP, le certificateur français, et a terminé sixième du palmarès annuel. Il s'est vendu à 441 000 unités. Il s'agit de la chanson la plus diffusée de 2002 en France, avec 14 957 diffusions. 
En Belgique (Wallonie), Tu trouveras est entré dans le classement au no 14 le 30 mars, atteignant un pic de no 3, où il est resté pendant quatre semaines consécutives. Il est resté pendant 12 semaines dans les cinq premiers, a chuté ensuite lentement sur le graphique pour un total de 20 semaines dans les 20 premiers et 31 semaines dans les 50 premiers. Ce fut le septième single le plus vendu de l'année et a atteint la récompense Platine. 
En Suisse, le single a connu un succès modéré, culminant au numéro 20 au cours de la troisième semaine du 5 mai 2002. Il est resté pendant sept semaines dans le top 50 et neuf semaines dans le top 100.
En 2003, St-Pier a fait une version en espagnol, Encontrarás, avec le chanteur espagnol Miguel Bosé et a atteint le numéro deux du Spanish Singles Chart et le numéro deux du Los 40 principales Chart.

## Liste des titres
| No | Titre                        | Auteur                                                 | Durée |
| -- | ---------------------------- | ------------------------------------------------------ | ----- |
| 1. | Tu trouveras                 | Lionel Florence / Pascal Obispo                        | 3:26  |
| 2. | Les Diamants sont solitaires | Lionel Florence-Marie-Jo Zarb / Pascal Obispo-Calogero | 4:27  |

## Classements et certifications
| Classement (2002)                       | Meilleure position |
| --------------------------------------- | ------------------ |
| Belgique (Wallonie Ultratop 50 Singles) | 3                  |
| France (SNEP)                           | 3                  |
| Espagne (PROMUSICAE)                    | 2                  |
| Suisse (Schweizer Hitparade)            | 20                 |

| Classement (2002)            | Meilleure position |
| ---------------------------- | ------------------ |
| Belgique (Wallonie Ultratop) | 7                  |
| France (SNEP)                | 6                  |

### Certifications
| Pays     | Certification | Date | Ventes certifiées | Ventes physiques |
| -------- | ------------- | ---- | ----------------- | ---------------- |
| France   | Or            | 2002 | 500 000           | 652 000          |
| Belgique |               | 2002 |                   | 40 000           |